# 卓美亞酒店集團
卓美亞奢華酒店集團（全稱：Jumeirah Group，原稱：Jumeirah International Group）簡稱卓美亞，又譯朱美拉，是一家總部位於阿拉伯聯合酋長國迪拜的國際奢華酒店連鎖集團。
卓美亞旗下的酒店有阿拉伯塔酒店、朱美拉阿聯酋酒店、卓美亞海灘酒店和卓美亞古堡酒店等。在上海、南京、廣州、法蘭克福、馬洛卡、卡普里島、科威特、倫敦、馬爾代夫、峇里島等外國城市也有其旗下酒店分佈。除此之外卓美亞還管理著瘋狂河道水上樂園、SPA品牌Talise和一家酒店管理學院。
職業高爾夫運動員羅伊·麥克羅伊在2007至2012年間是卓美亞的全球形象大使。

## 圖片

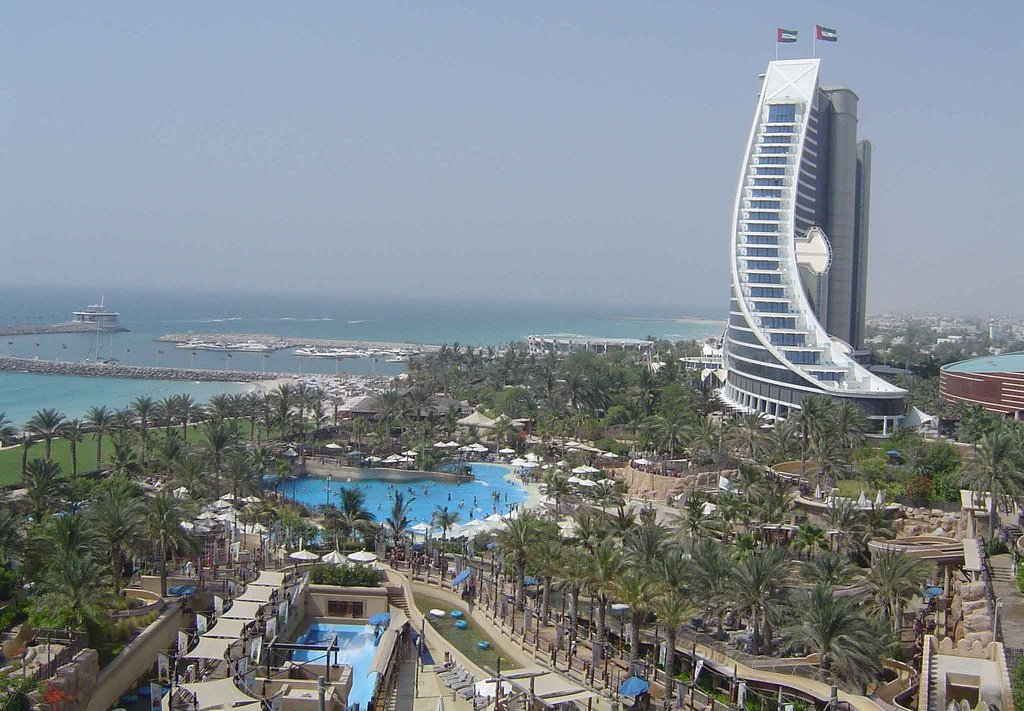
卓美亞海灘酒店
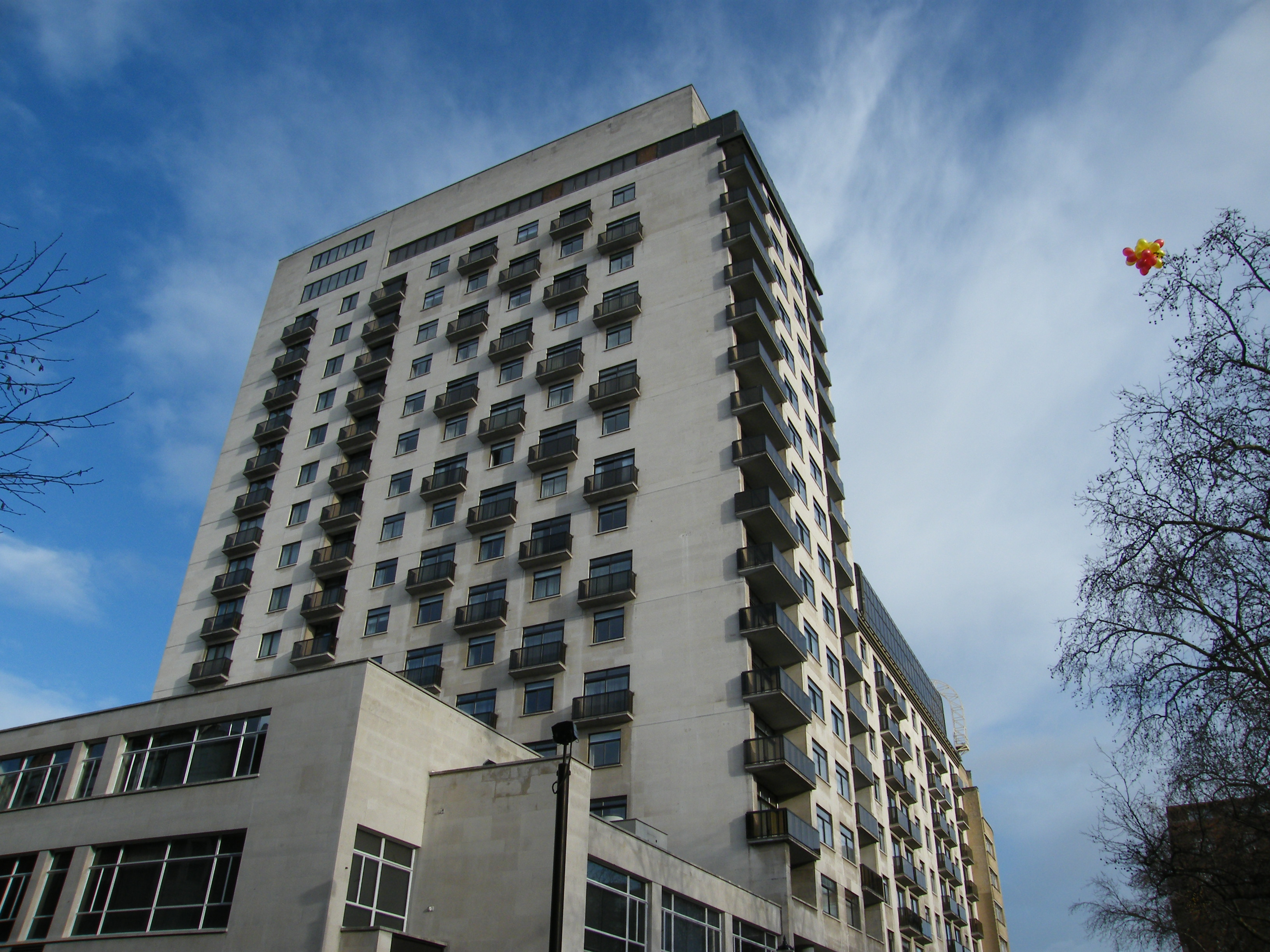
卓美亞倫敦酒店
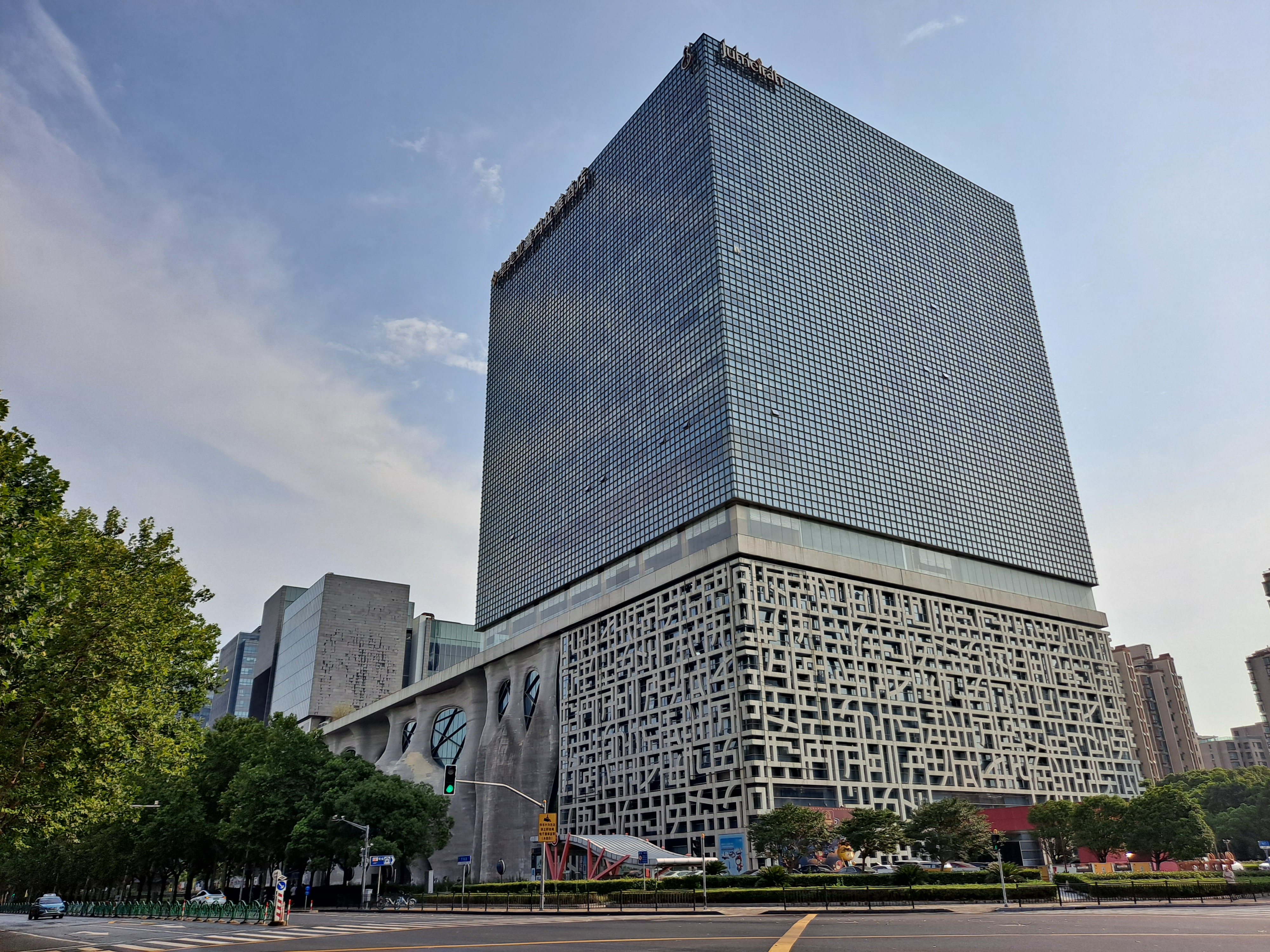
上海卓美亚喜马拉雅酒店

## 外部連結
- Jumeirah Group website（页面存档备份，存于）
- Interview with executive chairman Gerald Lawless （页面存档备份，存于）
- Jumeirah Carlton Tower wins Best UK Business Hotel in the 2008 Condé Nast Traveller Reader Awards